# Time Gal
Time Gal (タイム・ギャル, Taimu Gyaru) est un jeu vidéo de type film interactif développé et distribué par Taito sur borne d'arcade en 1985. Il a été porté par Wolf Team sur Mega-CD en 1992. Il a des images animées par Toei Animation. En 2017, une conversion non officielle sur Amiga CD32 a également vu le jour. 
Il est réédité en compilation avec Ninja Hayate sur Saturn et PlayStation en 1996.

## Synopsis
En l'an 4001, le perfide Luda a dérobé une machine à voyager dans le temps pour ainsi contrôler l'Histoire. Reika Kirishima (霧島零香), jolie jeune scientifique et héroïne de l'histoire, part en mission pour arrêter Luda. Son périple la mènera à travers plusieurs époques, où elle parcourra 16 niveaux se déroulant dans des endroits tels que la Préhistoire, la Seconde Guerre mondiale ou les temps futurs.